# Luffia ferchaultella
Luffia ferchaultella là một loài bướm đêm thuộc họ Psychidae. Nó được tìm thấy ở Ireland, the United Kingdom, Bỉ, the Hà Lan, Luxembourg, Pháp, Tây Ban Nha, Bồ Đào Nha, Thụy Sĩ, Đức và Ý.
Luffia ferchaultella might be the same species as Luffia lapidella.
Only the self-fertile wingless female is known.
The cased larvae feed on lichen on tree trunks và sometimes on posts, sloe branches or rocks.

## Hình ảnh

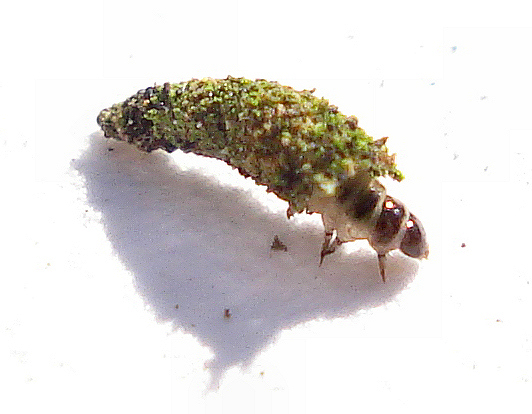